# August Carremans
August Carremans (Hoboken, Anvers, 1881 - Anvers, 29 de juliol de 1954) va ser un ciclista belga. Es va especialitzar en el mig fons, on va aconseguir una medalles de bronze com amateur al Campionat del Món de l'especialitat de 1905, per darrere del britànic Leon Meredith i de l'alemany Willy Mest.